# Dasychira pallida
Dasychira pallida är en fjärilsart som beskrevs av Holland 1893. Dasychira pallida ingår i släktet Dasychira och familjen tofsspinnare. Inga underarter finns listade i Catalogue of Life.